# Balanove, Bilohirsk
Balanove (în ucraineană Баланове) este un sat în așezarea urbană Zuia din raionul Bilohirsk, Republica Autonomă Crimeea, Ucraina.

## Demografie
Componența lingvistică a localității Balanove
     Rusă (69,57%)
     Tătară crimeeană (28,99%)
     Alte limbi (1,44%)
Conform recensământului din 2001, majoritatea populației localității Balanove era vorbitoare de rusă (69,57%), existând în minoritate și vorbitori de tătară crimeeană (28,99%).